# Robert Hichens
Robert Hichens (14. listopadu 1864 Speldhurst, Spojené království – 20. července 1950 Curych) byl anglický spisovatel, novinář a hudební kritik.

## Život
Hichens se narodil ve Speldhurstu v Kentu jako nejstarší syn reverenda Fredericka Harrisona Hichense a jeho manželky Abigail Elizabeth Smytheové. Navštěvoval Clifton College, Royal College of Music a chtěl být hudebníkem. Později v životě se stal hudebním kritikem na The World , kde nahradil George Bernarda Shawa. Studoval na London School of Journalism. Hichens byl velký cestovatel. Jednou z jeho oblíbených destinací byl Egypt – poprvé se tam vydal na počátku 90. let kvůli svému zdraví. Většinu svého pozdějšího života žil mimo Anglii, ve Švýcarsku a na Riviéře. Hichens byl homosexuál; nikdy se neoženil.
První román Tajemství pobřežní hlídky (1886) napsal, když mu bylo pouhých sedmnáct. Známým se mezi čtenářskou veřejností stal satirou The Green Carnation (1894). Jeho přáteli byli mj. Oscar Wilde, lord Alfred Douglas, E. F. Benson, Reggie Turner a skladatelka Maude Valérie Whiteová.
Hichensův první velký úspěch byl Imaginative Man (1895); odehrávající se v Káhiře, která ho fascinovala; je studiem šílenství, v níž se hrdina stane nebezpečně posedlým Velkou sfingou. Mezi beletrii této doby patří The Folly of Eustace (1896), sbírka příběhů včetně některých nadpřirozených bytostí;  Flames (1897), příběh připomínající doktora Jekylla a pana Hyda; The Londoners (1898), satira o dekadentním Londýně; The Slave (1899), fantazie o úžasném smaragdu; Tongues of Conscience(1900), sbírka pěti hororových příběhů včetně How Love Came to Professor Guildea (tento příběh je některými považován za nejlepší Hichensovu fikci). Nebyl zpočátku dobře přijat, Frederic Taber Cooper ho označil za "ohavný kousek morbidity" a Edmund Wilson ho odmítl jako "odpad". Pozdější recenze příběhu byly pozitivnější; J. A. Cuddon ho nazval „vynikající“ a srovnal ho s The Horla od Guye de Maupassanta a s The Beckoning Fair One od Olivera Onionse. Brian Stableford popsal příběh jako „autentické mistrovské dílo hororové fikce“ a Jason Colavito ho nazval „možná jedním z největších příběhů své doby“.
Hichens publikoval své paměti Yesterday v roce 1947.

## Dílo

### Romány
- The Coast Guard's Secret (1886)
- The Green Carnation (published anonymously, 1894; republished, 1949)
- An Imaginative Man (1895)
- Flames (1897)
- The Londoners (1898)
- The Slave (1899)
- The Prophet of Berkeley Square (1901)
- Felix (1902)
- Black Spaniel, and Other Stories (1905)
- The Garden of Allah (1904), elaborately presented as a play in New York City and filmed thrice, in 1916, 1927 (with Alice Terry) and 1936 (one of the earliest three-strip Technicolor features, with Marlene Dietrich and Charles Boyer)
- The Woman with the Fan (1904)
- The Call of the Blood (1906)
- Barbary Sheep (1907)
- A Spirit in Prison (1908)
- Bella Donna (1909), in which Alla Nazimova starred on Broadway in 1912, filmed in 1915, in 1923 with Pola Negri and in 1934 with Mary Ellis and Conrad Veidt.
- The Fruitful Vine (1911)
- The Dweller on the Threshold (1911)
- The Way of Ambition (1913)
- In the Wilderness (1917)
- Snake-Bite (1919)
- Mrs. Marden (1919)
- Spirit of the Time (1921)
- December Love (1922)
- The Last Time (1924)
- After the Verdict (1924)
- The Bracelet (1930)
- The First Lady Brendon (1931)
- Mortimer Brice (1932)
- The Paradine Case (1933) – film version directed by Alfred Hitchcock in 1947
- The Power To Kill (1934)
- The Pyramid (1936)
- The Sixth of October (1936)
- Daniel Airlie (1937)
- Secret Information (1938)
- The Journey Up (1938)
- That Which Is Hidden (1939)
- The Million (1940)
- A New Way of Life (1942)
- Veils (1943)
- Harps in the Wind (1945)
- Beneath the Magic (1950)

### Sbírky
- The Folly of Eustace: And Other Stories (1896)
- Bye-Ways (1897)
- Tongues of Conscience (1898, 1900)
- The Black Spaniel: And Other Stories (1905)
- Snake-Bite: And Other Stories (1919)
- The Return of the Soul and Other Stories (2001; ed. S. T. Joshi)